# Roberto Dionigi
Roberto Dionigi (Barletta, 8 aprile 1941 – Bologna, 17 marzo 1998) è stato un filosofo italiano.
Docente di Filosofia Teoretica all'Università di Bologna, si è occupato principalmente di Nietzsche e Wittgenstein.

## Biografia
Dopo la laurea conseguita nel 1964, tra il '67 e il '70 soggiornò a più riprese a Parigi, partecipando al maggio francese. Frutto del suo incontro con Althusser è il suo primo libro, Gaston Bachelard. La "filosofia" come ostacolo epistemologico (1973).
Tornato in Italia, iniziò ad insegnare filosofia all'Università di Bologna. Centrale, nella sua riflessione, fu il pensiero di Nietzsche (Il doppio cervello di Nietzsche, 1982), analizzato sia in chiave ermeneutica che logico-filosofica.
Degli anni '80 sono anche due articoli su Bataille e un lucido bilancio del comunismo di Marx ("L'uomo e l'architetto", 1981). Il processo di ripensamento della sinistra italiana, alla fine degli anni '80, lo vide di nuovo impegnarsi in prima persona. Si accostò poi alla filosofia analitica e alla svolta "linguistica", vista come approfondimento della critica della metafisica. Gli scritti dell'ultimo decennio si concentrano sull'ermeneutica ("Nichilismo ermeneutico", 1991), sulla semantica antica (Nomi Forme Cose. Intorno al Cratilo di Platone, 1994) e soprattutto sul pensiero di Wittgenstein (La fatica di descrivere. Itinerario di Wittgenstein nel linguaggio della filosofia, 1998), del quale condivideva pienamente l'esigenza di ripensare il linguaggio come la "cosa stessa" della filosofia.
Nel 2006 la regista Luisa Grosso ha diretto Cocktail Dionigi, documentario contenente testimonianze di alcuni dei maggiori pensatori italiani su Dionigi, tra i quali Franco Berardi, Stefano Bonaga, Eva Picardi, Umberto Eco, Massimo Cacciari, Giacomo Marramao.

## Opere
- Gaston Bachelard. La "filosofia" come ostacolo epistemologico (1973)
- Il doppio cervello di Nietzsche, Bologna, Cappelli Editore, 1982
- Nomi Forme Cose. Intorno al Cratilo di Platone, 1994
- La fatica di descrivere. Itinerario di Wittgenstein nel linguaggio della filosofia, 1998